# Фомгет Генчлік Ве Спор (жіночий футбольний клуб)
«Фомгет Генчлік» — команда турецької футбольної жіночої Суперліги з футболу.

## Історія
«Фомгет Генчлік» проводить свої домашні матчі на стадіоні «Батікент» у районі Єнімахалле в Анкарі. Поле стадіону вкрите штучним покриттям.
Команда починала грати в регіональній футбольній лізі, де в сезоні 2009—10 здобула срібні медалі та були переведені до Другої турецької жіночої футбольної ліги.
У сезоні 2011—12 «Фомгет» вперше зіграв в елітному жіночому дивізіоні країни. 
Після створення у 2021 році Суперліги Туреччини  «Фомгет» є постійним учасником турніру. В дебютному сезоні 2021-22  посіли 5 місце в турнірній таблиці та не вийшли в плей-оф.
В сезоні 2022—23 турецька команда суттєво поповнилась футболістками з Вищої ліги України  , які тимчасово вимушені були призупинити свій чемпіонат через російську агресію. «Фомгет Генчлік» у своїй групі посів друге місце і вперше в історії вийшов в плей-оф Суперліги. В 1/8 фіналу «Фомгет Генчлік» поступився в гостях «Хаккарігюджо» з рахунком 1:2, але у матчі-відповіді впевнено переграв своїх суперниць - 5:0, завдяки чому  пройшли у чвертьфінал. Там після нічийного результату 0:0 на виїзді проти «Фатіх Ватанспор», вдома також здобули переконливу перемогу - 4:0. В півфіналі «Фомгет» зустрічався з діючими на той момент чемпіонками - «АЛГ Спор».  Домашня перемога 3:1 та мінімальна поразка на виїзді 0:1 дозволили «Фомгет Генчлік» грати в  першому історичному фіналі Суперліги в історії клубу. 
2 червня 2023 року в фіналі жіночої Суперліги Туреччини зустрілись «Фомгет Генчлік» та «Фенербахче». Команда зі Стамбулу забила швидкий гол і такий рахунок тримався до самого кінця гри, але вже в додатковий час гравчині «Фомгет Генчлік» заробили пенальті, який реалізувала українська нападниця Дарина Апанащенко. В овертаймі команди забили ще чотири м'ячі: один від «Фенербахче» та хет-трик від чорногорської нападниці «Фомгета» — Арміси Куч. Таким чином «Фомгет Генчлік» переміг у фіналі з рахунком - 4:2 та вперше став чемпіоном країни. Список кращих бомбардирок команди в чемпіонському сезоні очолили українські нападниці Дарина Апанащенко (19 м'ячів) та Ольга Овдійчук (18 м'ячів). 
В сезоні 2023—2024 «Фомгет Генчлік» дебютував в Ліги чемпіонів УЄФА. При жеребкуванні в кваліфікації «Шляху чемпіонів» турецькі чемпіонки отримали собі в суперники представника Ісландії — «Валюр». 6 вересня 2023 року в албанському місті Шкодер «Фомгет Генчлік» провів свій перший в історії єврокубковий матч та поступився чемпіону Ісландії з рахунком — 1:2. Дебютний гол в історії єврокубків для турецької команди забила Бірґюл Садікоглу.

## Кольори клубу

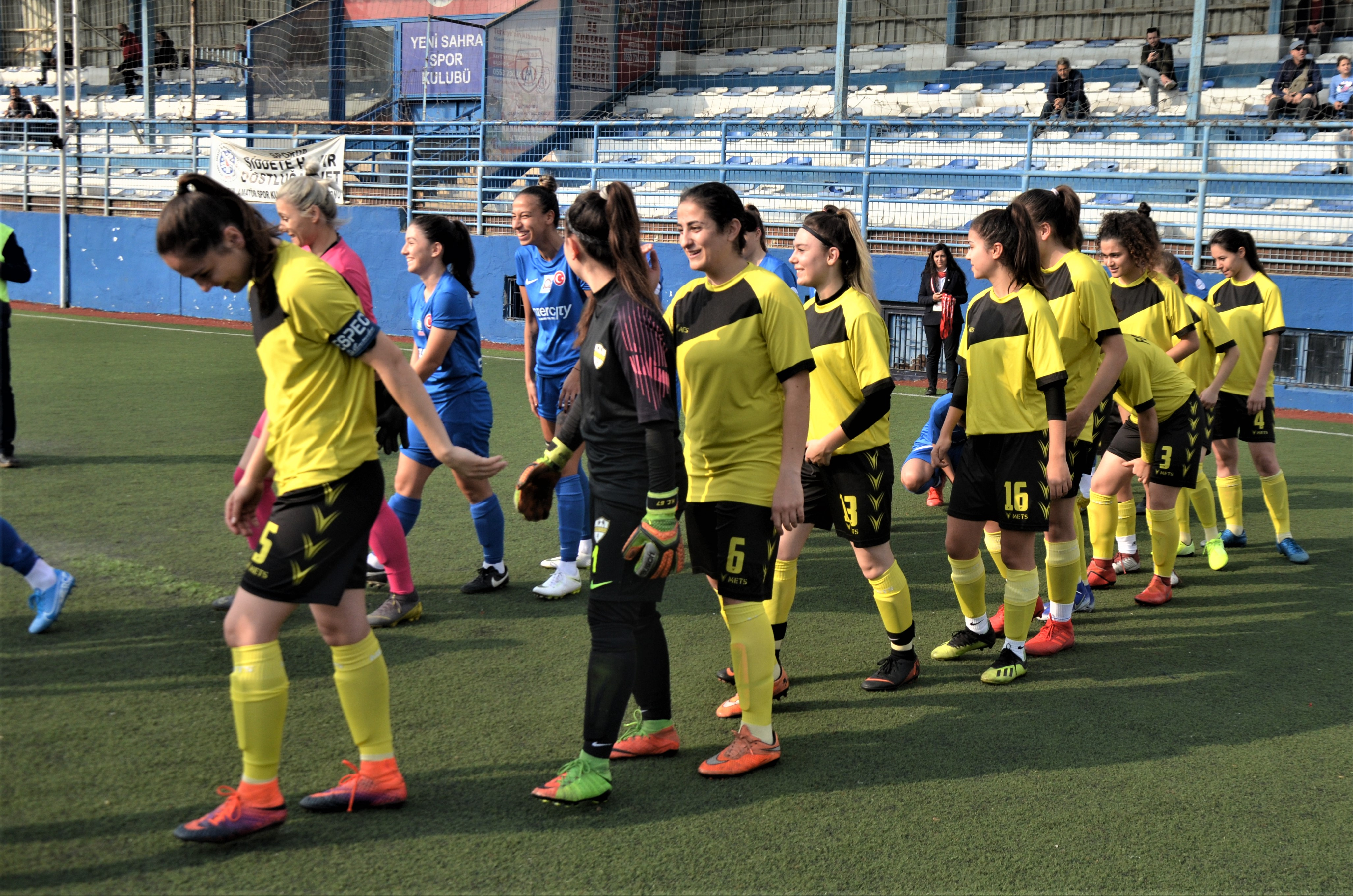

| 2019–2020 | 2021–22 | 2022–2023 (домашня) | 2022–2023 (гостьова) | 2022–2023 (запасна) | 2023–2024 (домашня) | 2023–2024 (гостьова) | 2023–2024 (запасна) |

## Відомі футболістки
- Умран Озев
- Селда Акгез
- Бенан Алтинташ
- Башак Ічинозбебек
- Фатош Їлдирим
- Бірґюл Садікоглу
- Ірем Пехліван
- Фатманур Язар
- Вусала Сейфаддінова
- Айшан Ахмедова
- Ана Чемінава
- Маріан Авад
- Даніель Маркано
- Абі Кім
- Марія Алвес
- Анна Діас
- Дарина Апанащенко
- Ольга Овдійчук
- Яна Деркач
- Юлія Шевчук
- Людмила Шматко
- Любов Шматко
- Арміса Куч
- Сладяна Булатовіч

## Досягнення
- Суперліга Туреччини
  -  Чемпіон (2): 2022/23, 2024/25
  -  Срібло (1): 2023/24
- Друга ліга Туреччини
  -  Чемпіон (1): 2018/19
  -  Срібло (1): 2013/14
  -  Бронза (1): 2017/18
- Третя ліга Туреччини
  -  Чемпіон (1): 2016/17